# Magyar Kísérletes és Klinikai Farmakológiai Társaság
A Magyar Kísérletes és Klinikai Farmakológiai Társaság (eredeti nevén, 2000-ig Magyar Farmakológiai Társaság) 1962-ben alapított tudományos egyesület, amelynek központja Budapesten van. 1997 óta a társaság minden évben átadja rangos szakmai elismerését, a védjegyzett „Év gyógyszere” díjat.

## A Társaság küldetése
A közhasznúan működő Társaság célja a farmakológia és a klinikai farmakológia, valamint a hazai gyógyszerkutatás és gyógyszerinnováció fejlesztése, beleértve az orvostechnikai eszközök és gyógyszerkombinációik preklinikai és klinikai fejlesztését és klinikai vizsgálatát is. Az MFT célja továbbá a farmakológia minden ágát művelő szakemberek graduális és posztgraduális képzésének elősegítése, a farmakológia minden ága művelésének támogatása, eredményeinek megvitatására és nyilvánosságra hozatalára hazai és nemzetközi szakmai fórumok megteremtése. Az MFT a farmakológia különböző ágainak ernyőszervezete, mely a mára már nem szétválasztható kísérletes és klinikai farmakológia illetve a gyógyszerfejlesztés minden területének szakmai összefogásra koncentrál, hiszen a 21. században a gyógyszerkutatás és fejlesztés multidiszciplinárissá váló transzlációs kutatás-fejlesztés-innováción alapul.
Az MFT így ellátja az IUPHAR, az EPHAR, az EACPT, és az IFAPP különböző nemzetközi farmakológiai szervezetek hazai képviseletét.

## A Társaság által alapított és adományozott díjak, elismerések

### Év gyógyszere elismerés
Az MFT 1997-ben alapította a nívós, védjegyzett díjat, mellyel az a szándék vezérelte a Társaságot, hogy szakmai presztízsével segítse elő azon nemes célt, hogy hazánkban a betegségek gyógyításában a legkorszerűbb, leghatékonyabb és leginkább betegbarát készítmények terjedjenek el, új terápiás eljárások honosodjanak meg.

### Az Év gyógyszere díj korábbi nyertesei
| A nyertes gyógyszer               | Gyógyszergyár                         |
| --------------------------------- | ------------------------------------- |
| FORXIGA (dapagliflozin)           | AstraZeneca (2022)                    |
| Venclyxto (venetoklax)            | AbbVie Kft. (2021)                    |
| Prevymis (letermovir)             | MSD Pharma Hungary Kft (2020)         |
| Reagila (cariprazine)             | Richter Gedeon Nyrt. (2019)           |
| Entresto (szakubitril/valzartán)  | Novartis Hungária Kft. (2018)         |
| Imbruvica (ibrutinib)             | Janssen-Cilag Kft. (2018)             |
| Keytruda (pembrolizumab)          | MSD Pharma Hungary Kft (2017)         |
| Jardiance (empagliflozin)         | Boehringer Ingelheim (2016)           |
| Valdoxan (agomelatin)             | Servier Hungária (2015)               |
| Cimzia (certolizumab pegol)       | UCB Hungary (2014)                    |
| Esmya (uliprisztál acetát)        | Richter Gedeon (2014)                 |
| Stelara (ustekinumab)             | Janssen-Cilag (2013)                  |
| Pradaxa (dabigatran)              | Boehringer-Ingelheim (2011)           |
| Xarelto (rivaroxaban)             | Bayer Hungária Kft. (2010)            |
| Forsteo (teriparatide)            | Lilly Hungaria Kft. (2009)            |
| Forsteo (teriparatide)            | Janssen-Cilag (2008)                  |
| Humira (adalimumab)               | Abbott Laboratories (2008)            |
| Spiriva (tiotropium)              | Boehringer-Ingelheim (2007)           |
| Avastin (bevacizumab)             | Roche (2007)                          |
| Ezetrol (ezetimib)                | MSD Magyarország Kft. (2006)          |
| Lisonorm (amlodipin + lisinopril) | Richter Gedeon Vegyészeti Gyár (2006) |
| Keppra (levetiracetam)            | UCB Magyarország Kft. (2005)          |
| Glivec (imatinib)                 | Sanofi-Synthelabo (2004)              |
| Mabthera (rituximab)              | Roche (2003)                          |
| Fosamax (alendronat)              | MSD (2002)                            |
| Xalatan (latanoprost)             | Pharmacia (2001)                      |
| Reductil (sibutramin)             | Knoll (2000)                          |
| Durogesic (fentanyl)              | Janssen-Cilag (1999)                  |
| Masulid (nimesulid)               | Sanofi-Snythelabo/Chinoin (1998)      |
| Kaldyum (kalium chloratum)        | Egis (1998)                           |
| Zyprexa (olanzapin)               | Lilly (1997)                          |
| Zocor (simvastatin)               | Merck Sharp Dohme (1996)              |

## „Issekutz Béla” emlékérem
Az Issekutz Béla-emlékérmet és jutalmat minden évben a tudományág egy-egy kiváló művelőjének adományozzák. 
Az MFT 1982 óta adja át a rangos szakmai elismerést az arra érdemes személynek. A díj odaítéléséről – a Vezetőség javaslatára – a Közgyűlés dönt. Az emlékérem és oklevél képe.
Dr. Knoll József akadémikusnak, a Semmelweis Orvostudományi Egyetem tanárának ítélték oda első ízben az Issekutz Béla-emlékérmet és jutalmat, amelyet a Magyar Farmakológiai Társaság alapított Issekutz Béla, a magyar gyógyszerkutatás kiemelkedő egyénisége, a hazai orvosi-gyógyszertani tudományos iskola megalapítója emlékére, azért, hogy a magyar gyógyszerkutatás fejlesztését ösztönözze. Knoll professzor az egyetemen tartott tudományos ülésen számolt be a Parkinson-kór kezelésében használatos új gyógyszerről, a deprenilről, és további alkalmazásának lehetőségéről.
A díjat az éves Közgyűlésen adják át, és ekkor hirdetik ki a következő évi díjazott nevét is.

### Eddigi díjazottak
| Év   | Díjazott              |
| ---- | --------------------- |
| 2022 | Zupkó István          |
| 2021 | Szökő Éva             |
| 2020 | Sperlágh Beáta        |
| 2019 | Szekanecz Zoltán      |
| 2018 | Mátyus Péter          |
| 2017 | Ferdinandy Péter      |
| 2016 | Pintér Erika          |
| 2015 | Blaskó György         |
| 2014 | Bagdy György          |
| 2013 | Tekes Kornélia        |
| 2012 | Illés Péter           |
| 2011 | Klebovich Imre        |
| 2010 | Székely József Iván   |
| 2010 | Falkay György         |
| 2009 | Török Tamás           |
| 2008 | Kerpel-Fronius Sándor |
| 2007 | Tósaki Árpád          |
| 2006 | Varró András          |
| 2005 | Farsang Csaba         |
| 2004 | Hermecz István        |
| 2003 | Gyires Klára          |
| 2002 | Barthó Loránd         |
| 2001 | Hársing László        |
| 2000 | Borvendég János       |
| 1999 | Kecskeméti Valéria    |
| 1998 | Fürst Zsuzsanna       |
| 1997 | Szolcsányi János      |
| 1996 | Papp Gyula            |
| 1995 | Magyar Kálmán         |
| 1994 | Jávor Tibor           |
| 1993 | Hernádi Ferenc        |
| 1992 | Fekete Márton         |
| 1991 | Vizi E. Szilveszter   |
| 1989 | Varga Ferenc          |
| 1988 | Szegi József          |
| 1987 | Tardos László         |
| 1986 | György Lajos          |
| 1985 | Kelemen Károly        |
| 1984 | Borsy József          |
| 1983 | Szekeres László       |
| 1982 | Knoll József          |

## Ifjúsági pályázat
Az elismerésre a Társaságnak azon 35 év alatti, a farmakológia és gyógyszerkutatás területén eredményesen tevékenykedő fiatal tagjai pályázhatnak, akik magyar vagy angol nyelvű pályamű kísérletes vagy klinikai farmakológiai munkára épülő, elsőszerzős (vagy megosztott elsőszerzős) közleményben publikáltak vagy publikálásra még nem került munkát foglalnak össze.

### Eddigi díjazottak
2022
1. díj: Pohóczky Krisztina
2. díj: Gergely Tamás
3. díj: Aczél Timea,
2021
I. díj: Dr. Horváth Ádám István
II. díj: Dr. Horváth Ádám,
II. díj: Viczján Gábor
III. díj: Korsós Marietta Margaréta
2020
I. díj: Ladányi Lászlóné Déri Szilvia
II. díj: Gömöri Kamilla
III. díj: Hajna Zsófia

#### 2019
I. díj: Szentes Nikolett
II. díj: Horváth Ádám István
III. díj: Otrokocsi Lilla

#### 2018
I. díj: Horváth Ádám István
II. díj: Gyovai András
III. díj: Sinka Izabella

#### 2017
I. díj: Otrokocsi Lilla
II. díj: Payrits Maya
III. díj: Csekő Kata és Horváth Ádám

## Konferencia részvételi támogatás
A támogatás olyan hazai és nemzetközi konferencián, workshop-on, szimpóziumon, tanfolyamon, továbbképzésen, illetve nyári iskolán való részvételre használható, melyet az MFT vagy olyan nemzetközi szervezet rendez, melynek az MFT tagja.

## Nemzetközi társaságok
- IUPHAR
- EPHAR Archiválva 2021. április 15-i dátummal a Wayback Machine-ben
- EACPT
- IFAPP